# Antarcticophyllum
Antarcticophyllum  (Marie Lemoine) M.L. Mendoza, 1976  é o nome botânico  de um gênero de algas vermelhas marinhas pluricelulares da família Hapalidiaceae, subfamília Melobesioideae.

## Sinonímia
Atualmente é considerado como sinônimo de:
- Clathromorphum Foslie, 1898

## Espécies
- Antarcticophyllum aequabile (Foslie) M.L. Mendoza, 1976

= Clathromorphum obteculum  (Foslie) Adey, 1970
- Antarcticophyllum subantarcticum  (Foslie) Mendoza, 1976

= Lithophyllum subantarcticum  (Foslie) Foslie, 1907